# Buddy Hield
Chavano Rainier "Buddy" Hield (Freeport, 17 de dezembro de 1992) é um jogador bahamense de basquete profissional que atualmente joga pelo Golden State Warriors da National Basketball Association (NBA).
Ele jogou pela Universidade de Oklahoma e foi selecionado pelo New Orleans Pelicans como a sexta escolha geral no draft da NBA de 2016. Heild foi negociado com o Sacramento Kings em 2017. Ele foi negociado com o Indiana Pacers em 2022. Em fevereiro de 2024, ele foi negociado com o Philadelphia 76ers. Em julho de 2024, Hield se envolveu em uma negociação de 6 times que o envolveu sendo negociado com os Warriors.

## Primeiros anos
Hield cresceu em Eight Mile Rock, uma região costeira a oeste de Freeport, nas Bahamas. Ele foi o quinto dos sete filhos de sua mãe, Jackie Braynen. Hield recebeu o apelido de sua mãe em homenagem a Bud Bundy do seriado Married... with Children.
Hield, como um jovem aluno da oitava série, foi classificado pela All Bahamian Brand, uma revista de basquete das Bahamas, como o melhor aluno da oitava série nas Bahamas e um talento a ser observado.
Ele mostrou sua capacidade precoce de liderar seu time desde tenra idade, levando o time de basquete da Jack Hayward High School ao título do Providence Holiday Tournament e do Grand Bahamas High School Championships.
Após suas apresentações nas Bahamas, Hield foi recrutado para participar da Sunrise Christian Academy em Bel Aire, uma escola preparatória de basquete em um subúrbio de Wichita, Kansas. Em 2011, durante o primeiro ano de Hield no Sunrise Christian, ele liderou a equipe para o título do Campeonato Nacional da Associação de Atletas Cristãos, sendo nomeado o MVP do torneio. Em seu último ano, ele teve médias de 22,7 pontos.
Ele foi altamente recrutado e aceitou a bolsa de estudo da Universidade de Oklahoma.

## Carreira universitária

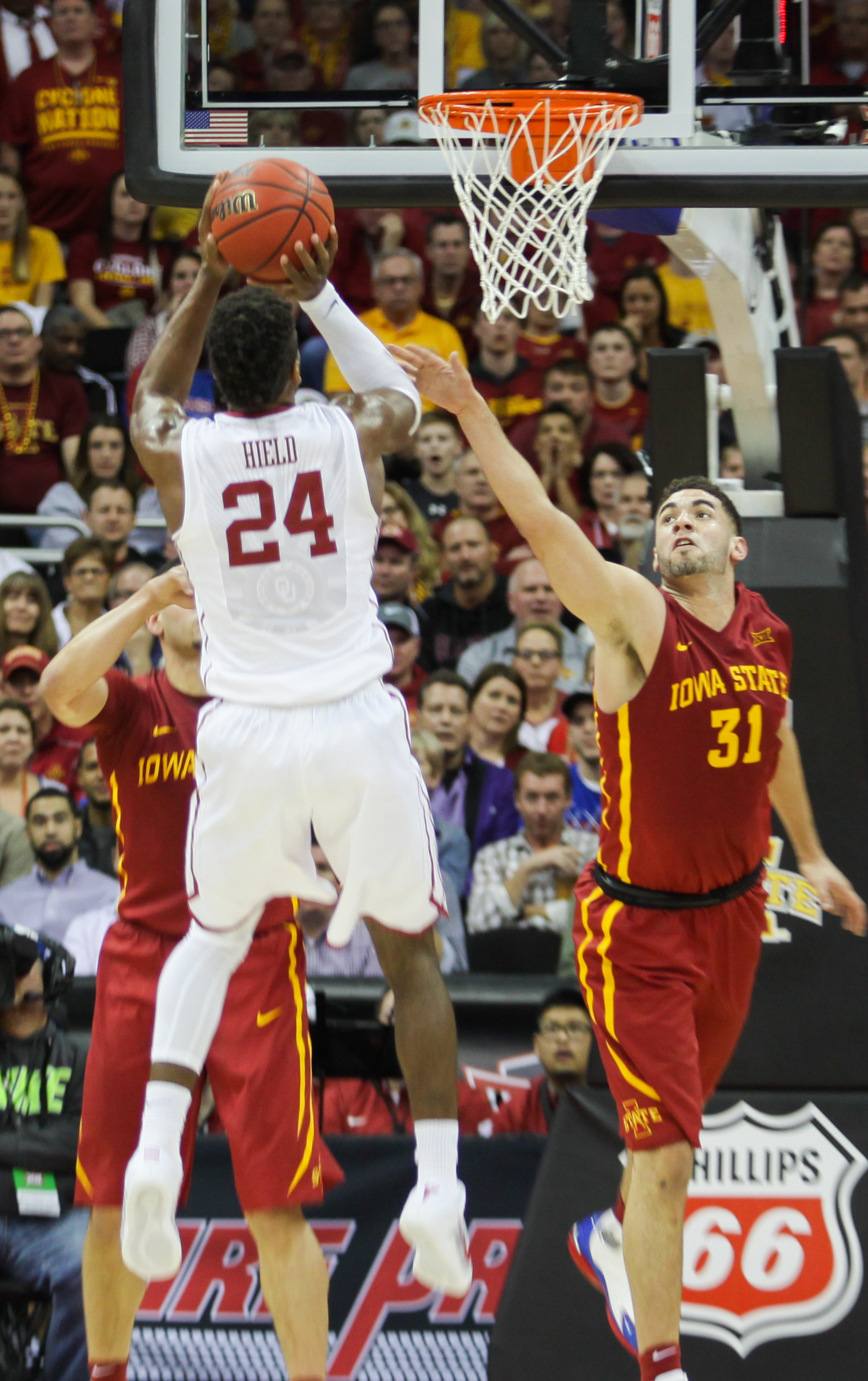
Hield arremessando contra Iowa State no Torneio da Big 12 de 2016

Como calouro em Oklahoma, Hield teve média de 7,8 pontos e recebeu o prêmio de Jogador Mais Inspirador da equipe. Ele foi selecionado para a Segunda-Equipe da Big 12 após ter médias de 16,5 pontos, 4,4 rebotes e 1,4 roubos de bola. Ele trabalhou em sua defesa antes de seu terceiro ano e expandiu seu jogo ofensivo para as cestas de três pontos.
Em sua terceira temporada, Hield teve médias de 17,4 pontos, acertando 41% dos arremessos, e 5,4 rebotes. Ele levou Oklahoma a um recorde de 24-11 e uma vaga no Sweet 16 do Torneio da NCAA. Apesar de ser uma possível seleção do draft da NBA de 2015, ele decidiu retornar para sua última temporada. Ele foi selecionado para a Primeira-Equipe da Big 12 e foi nomeado o Jogador de Basquete Masculino do Ano da Big 12.
Hield registrou 46 pontos em uma derrota na prorrogação tripla para Kansas em 4 de janeiro de 2016, sendo aplaudido de pé pela torcida adversária após uma entrevista pós-jogo com Scott Van Pelt. Seus 46 pontos igualaram o recorde de mais pontos marcados por um adversário no Allen Fieldhouse.
Em seu último ano, Hield teve médias de 25 pontos, 5,7 rebotes e 2.0 assistências. Ele ganhou o Prêmio John R. Wooden como o melhor jogador de basquete universitário da temporada de 2015-16.

## Carreira profissional

### New Orleans Pelicans (2016–2017)
Em 23 de junho de 2016, Hield foi selecionado pelo New Orleans Pelicans como a sexta escolha geral no draft da NBA de 2016. Em 22 de julho de 2016, ele assinou um contrato de 4 anos e US$15 milhões com os Pelicans.
Em 15 de dezembro de 2016, ele teve sua melhor partida como jogador dos Pelicans com 21 pontos na vitória por 102-95 sobre o Indiana Pacers. Em 3 de janeiro de 2017, ele foi nomeado o Novato do Mês da Conferência Oeste em dezembro.

### Sacramento Kings (2017–2022)
Em 20 de fevereiro de 2017, Hield foi negociado, junto com Tyreke Evans, Langston Galloway e escolhas de primeira e segunda rodada do draft de 2017, para o Sacramento Kings em troca de DeMarcus Cousins e Omri Casspi. Três dias depois, ele fez sua estreia pelos Kings marcando 16 pontos na vitória por 116-100 sobre o Denver Nuggets. Ele foi nomeado o Novato do Mês da Conferência Oeste em março. Em 11 de abril, ele marcou 30 pontos na vitória por 129-104 sobre o Phoenix Suns. No final da temporada, ele foi nomeado para a Primeira-Equipe de Novatos.
Em dezembro de 2018, Hield teve uma sequência de sete jogos com 20 pontos ou mais. Em 5 de janeiro, ele marcou 32 pontos em uma derrota por 127-123 para o Golden State Warriors. Em 19 de janeiro de 2019, Hield fez 35 pontos na vitória por 103-101 sobre o Detroit Pistons. Em abril, ele quebrou o recorde da NBA de Damian Lillard (599) de mais arremessos de 3 pontos em suas três primeiras temporadas.
Em 21 de outubro de 2019, Hield assinou uma extensão de contrato de quatro anos e US$ 94 milhões. Em 26 de dezembro, Hield acusou treinadores e companheiros de equipe de ter "problemas de confiança" depois que ele foi colocado no banco de reserva no final de um jogo que os Kings acabaram perdendo na prorrogação para o Minnesota Timberwolves. Ele pediu desculpas a toda a equipe no dia seguinte por suas observações. Hield acabou perdendo sua vaga de titular para Bogdan Bogdanović, mas a troca produziu um aumento em sua produção e eficiência.
Em 27 de janeiro de 2020, Hield marcou 42 pontos para levar os Kings a uma vitória por 133-129 sobre os Timberwolves. Depois, ele dedicou o jogo ao seu ídolo Kobe Bryant, que morreu em um acidente de helicóptero no dia anterior. Em 15 de fevereiro, Hield venceu o Three-Point Contest no All-Star Weekend em Chicago.
Em 28 de fevereiro de 2021, Hield se tornou o jogador mais rápido da história a fazer 1.000 cestas de 3 pontos, precisando de 350 jogos apenas para atingir a marca.
Em 29 de julho de 2021, foi relatado que os Kings estavam se movendo em direção a um acordo enviando Hield para o Los Angeles Lakers em troca de Kyle Kuzma e Montrezl Harrell. O acordo fracassou quando os Lakers acabaram trocando Kuzma e Harrell para o Washington Wizards por Russell Westbrook.

### Indiana Pacers (2022–2024)
Em 8 de fevereiro de 2022, Hield, Tyrese Haliburton e Tristan Thompson foram negociados com o Indiana Pacers em troca de Justin Holiday, Jeremy Lamb e Domantas Sabonis e uma escolha de segunda rodada do draft da NBA de 2023.
Em 11 de fevereiro, Hield fez sua estreia pelos Pacers e quase registrou um triplo-duplo com 16 pontos, oito assistências e nove rebotes em uma derrota por 120-113 para o Cleveland Cavaliers. Em 15 de fevereiro de 2022, ele teve 36 pontos e 4 assistências na derrota por 128-119 para o Milwaukee Bucks.
Em 5 de dezembro, Hield se tornou o segundo jogador mais rápido da história da NBA a atingir 1.500 cestas de três pontos na carreira, atrás apenas de Stephen Curry. Em 27 de dezembro, ele registrou 28 pontos e 9 rebotes na vitória por 129–114 sobre o Atlanta Hawks. Em 29 de dezembro, com uma cesta de três pontos contra o Cleveland Cavaliers com apenas três segundos de jogo, Hield marcou a cesta mais rápida na história da NBA desde a temporada de 1996-97, ultrapassando a ex-estrela dos Pacers, Reggie Miller.
Em 11 de janeiro de 2023, Hield registrou 31 pontos e 8 rebotes na derrota para o New York Knicks. Em 15 de fevereiro, Hield somou 27 pontos na vitória por 117–113 sobre o Chicago Bulls. Ele também fez sua 230ª cesta de três pontos na temporada, ultrapassando Reggie Miller no maior número de cestas de três pontos em uma temporada na história dos Pacers. Hield e o companheiro de equipe, Tyrese Haliburton, foram selecionados para participar do Concurso de Três Pontos, onde ambos perderam nas finais para Damian Lillard.
Antes do início da temporada de 2023-24, Hield trocou seu número de camisa pela primeira vez em sua carreira, mudando do 24 para o 7. Em jogos consecutivos vindo do banco, Hield marcou 19 pontos. A primeira vez foi em uma derrota por um ponto para o Charlotte Hornets em 4 de novembro, e a segunda foi em uma vitória por 41 pontos contra o novato Victor Wembanyama e o San Antonio Spurs em 6 de novembro, que também marcou a 900ª vitória na carreira do técnico Rick Carlisle.

### Philadelphia 76ers (2024)
Em 8 de fevereiro de 2024, Hield foi negociado com o Philadelphia 76ers em uma troca envolvendo três equipes, incluindo o San Antonio Spurs. No dia seguinte, em 9 de fevereiro, Hield fez sua estreia pelos 76ers, marcando 20 pontos e distribuindo seis assistências em uma derrota por 127-121 para o Atlanta Hawks. Hield jogou em um total de 84 jogos na temporada de 2023-24 com médias de 12,1 pontos, 3,2 rebotes e 2,8 assistências.

### Golden State Warriors (2024–Presente)
Em 6 de julho de 2024, Hield foi negociado com o Golden State Warriors em uma troca de seis equipes, incluindo também o Minnesota Timberwolves, Dallas Mavericks, Denver Nuggets e Charlotte Hornets, que se tornou a primeira transação de seis equipes da NBA.
Em 23 de outubro, Hield fez sua estreia nos Warriors, marcando 22 pontos, com cinco cestas de três pontos, e cinco rebotes em 15 minutos em uma vitória de 139–104 sobre o Portland Trail Blazers. No jogo seguinte, em 25 de outubro, Hield marcou 27 pontos, com sete cestas de três pontos, em uma vitória de 127–86 sobre o Utah Jazz. Ele marcou um total de 12 cestas de três pontos em seus dois primeiros jogos com os Warriors, o maior número de cestas de três pontos feitas por um jogador em seus dois primeiros jogos com um time na história da NBA.

## Estatísticas da carreira

### NBA
|  | Líder da liga |

Temporada regular
| Ano      | Equipe       | PJ  | PT  | MPJ  | AP   | 3P   | LL   | RT  | AS  | BR  | TO | PPJ  |
| -------- | ------------ | --- | --- | ---- | ---- | ---- | ---- | --- | --- | --- | -- | ---- |
| 2016-17  | Pelicans     | 57  | 37  | 20.4 | .393 | .369 | .879 | 2.9 | 1.4 | .3  | .1 | 8.6  |
| 2016-17  | Sacramento   | 25  | 18  | 29.1 | .480 | .428 | .814 | 4.1 | 1.8 | .8  | .1 | 15.1 |
| 2017-18  | Sacramento   | 80  | 12  | 25.3 | .446 | .431 | .877 | 3.8 | 1.9 | 1.1 | .3 | 13.5 |
| 2018-19  | Sacramento   | 82  | 82  | 31.9 | .458 | .427 | .886 | 5.0 | 2.5 | .7  | .4 | 20.7 |
| 2019-20  | Sacramento   | 72  | 44  | 30.8 | .429 | .394 | .846 | 4.6 | 3.0 | .9  | .2 | 19.2 |
| 2020-21  | Sacramento   | 71  | 71  | 34.3 | .406 | .391 | .846 | 4.7 | 3.6 | .9  | .4 | 16.6 |
| 2021-22  | Sacramento   | 55  | 6   | 28.6 | .382 | .368 | .870 | 4.0 | 1.9 | .9  | .3 | 14.4 |
| 2021-22  | Indiana      | 26  | 26  | 35.6 | .447 | .362 | .886 | 5.1 | 4.8 | .9  | .4 | 18.2 |
| 2022-23  | Indiana      | 80  | 73  | 31.0 | .458 | .425 | .822 | 5.0 | 2.8 | 1.2 | .3 | 16.8 |
| 2023-24  | Indiana      | 52  | 28  | 25.7 | .443 | .384 | .848 | 3.2 | 2.7 | .8  | .6 | 12.0 |
| 2023-24  | Philadelphia | 32  | 14  | 25.8 | .426 | .389 | .923 | 3.2 | 3.0 | .8  | .3 | 12.2 |
| 2024-25  | Warriors     | 82  | 22  | 22.7 | .417 | .370 | .828 | 3.2 | 1.6 | .8  | .3 | 11.1 |
| Carreira | Carreira     | 714 | 434 | 28.3 | .433 | .397 | .858 | 4.1 | 2.5 | .9  | .3 | 15.0 |

Play-in
| Ano      | Equipe       | PJ | PT | MPJ  | AP   | 3P   | LL | RT  | AS  | BR  | TO | PPJ |
| -------- | ------------ | -- | -- | ---- | ---- | ---- | -- | --- | --- | --- | -- | --- |
| 2024     | Philadelphia | 1  | 0  | 18.0 | .375 | .200 | —  | 1.0 | 6.0 | .0  | .0 | 7.0 |
| 2025     | Warriors     | 1  | 0  | 12.1 | .250 | .000 | —  | .0  | .0  | 1.0 | .0 | 2.0 |
| Carreira | Carreira     | 2  | 0  | 15.0 | .333 | .125 | —  | .5  | 3.0 | .5  | .0 | 4.5 |

Playoffs
| Ano      | Equipe       | PJ | PT | MPJ  | AP   | 3P   | LL    | RT  | AS  | BR  | TO | PPJ  |
| -------- | ------------ | -- | -- | ---- | ---- | ---- | ----- | --- | --- | --- | -- | ---- |
| 2024     | Philadelphia | 4  | 0  | 12.7 | .412 | .462 | 1.000 | 1.3 | .5  | .0  | .3 | 5.5  |
| 2025     | Warriors     | 12 | 9  | 27.3 | .416 | .429 | .929  | 3.5 | 1.8 | 1.2 | .4 | 12.5 |
| Carreira | Carreira     | 16 | 9  | 23.6 | .415 | .433 | .938  | 2.9 | 1.4 | .9  | .4 | 10.8 |

### Universitário
| Ano      | Equipe   | PJ  | PT  | MPJ  | AP   | 3P   | LL   | RT  | AS  | BR  | TO | PPJ  |
| -------- | -------- | --- | --- | ---- | ---- | ---- | ---- | --- | --- | --- | -- | ---- |
| 2012–13  | Oklahoma | 27  | 13  | 25.1 | .388 | .238 | .833 | 4.2 | 1.9 | 1.2 | .3 | 7.8  |
| 2013–14  | Oklahoma | 33  | 33  | 32.1 | .445 | .386 | .750 | 4.4 | 1.9 | 1.4 | .2 | 16.5 |
| 2014–15  | Oklahoma | 35  | 35  | 32.4 | .412 | .359 | .823 | 5.4 | 1.9 | 1.3 | .2 | 17.4 |
| 2015–16  | Oklahoma | 37  | 37  | 35.4 | .501 | .457 | .880 | 5.7 | 2.0 | 1.1 | .5 | 25.0 |
| Carreira | Carreira | 132 | 118 | 31.2 | .436 | .360 | .821 | 4.9 | 1.9 | 1.2 | .3 | 16.6 |

Fonte:

## Carreira na seleção
Hield viajou para a cidade de Tepic em Nayarit, México, de 1 a 7 de agosto de 2014 para representar a seleção nacional das Bahamas no Centrobasket de 2014, que é o campeonato regional de basquete da FIBA para a subzona da América Central e Caribe. Ele teve médias de 19,8 pontos e 6,0 rebotes.

## Vida pessoal
A primeira filha de Hield nasceu em 2017.
Nos dias após o furacão Dorian atingir as Bahamas, Hield doou US$ 105.000 para o fundo Hurricane Dorian Relief e criou uma página no GoFundMe para ajudar a arrecadar US$ 1.000.000 extras para ajudar as famílias devastadas pelo furacão.